# 史瓦帝尼眾議院
斯威士兰实行两院制，史瓦帝尼眾議院是該國國會的下議院。众议院的功能主要是就法案進行辯論，並决定其通过与否。

## 构成
《史瓦帝尼憲法》规定，众议院至多可有76名议员，任期五年。目前众议院有66名议员，其中55名成员由各部落社区选出，每个部落社区可以选出一位议员。这55名成员中，14位来自霍霍区，11位来自卢邦博区，16位来自曼齐尼区，14位来自希塞卢韦尼区。剩下的10位众议院议员由国王任命，且这10位议员中必须有至少一半是女性。众议院议长由众议院外选举产生，排在议员名单的末尾。此外，如果众议院议员中女性的比例低于30%，则最多可以再从全国各行政区中选出4名女性议员。
众议院议员必须是年满18岁并已登记成为选民的斯威士兰公民，而且必须已缴清税款或“作出令税务专员满意的安排”。
史瓦帝尼參議院的30名成员中有10名由众议院选出，其余成员由国王委任。

## 选举
斯威士兰众议院议员候选人首先需要在各部落社区中获得提名，各部落社区内部先进行不记名投票选出得票前三名的候选人，再在胜出的三名候选人中进行第二次不记名投票，领先者当选。所有候选人均为无党派，因为斯威士兰禁止政党。
英联邦的观察员小组出席了斯威士兰2003年、2008年和2013年的众议院议员选举。最近一次众议院议员选举于2018年9月举行。